# Harbinbryggeriet
Harbinbryggeriet, som producerer Harbinøl (kinesisk: 哈尔滨啤酒, pinyin: Hā'ěrbīn Píjiǔ) er et stort kinesisk bryggeri i byen Harbin nord i Folkerepublikken Kina. Det blev grundlagt af harbinrusseren Ulubulevskij i 1900, og dermed er dette Kinas ældste ølbryggeri. 
Harbinbryggeriet har haft stor fremgang i det indenlandske marked og eksporterer desuden flere af sine mærker til de europæiske og nordamerikanske markeder.